# Džohar Dudajev
Džohar Musajevič Dudajev (čečenski: Dƶoxar Dudayev; Дудин Муса кант Жовхар, ruski: Джохар Мусаевич Дудаев) (Jalhori, Čečenija, 15. veljače 1944. godine - Gehi Ču, Čečenija, 21. travnja 1996., zapovjednik sovjetskog zrakoplovstva i čečenski vođa, prvi predsjednik Čečenske republike Ičkerije. 

## Biografija
Rođen je u veljači 1944. za prisilne deportacije njegove obitelji (u sklopu općeg protjerivanja Čečena, Inguša, Balkaraca, Kalmika, Krimskih Tatara i drugih manjih naroda prema Staljinovoj zapovijedi) iz njezina rodnoga sela Jalhorija u Čečeno-Inguškoj autonomnoj regiji. Prvih je 13 godina života proživio u Kazahstanu. Nakon repatrijacije Čečena i Inguša 1957. polazio je večernju školu u Čečeno-Ingušetiji i stekao kvalifikacije električara. Upisao se u letačku školu i diplomirao na Tambovskoj Višoj vojnoj avijatičarskoj školi za pilote 1966. Pristupio je komunističkoj partiji 1968.
Dudajev je služio u jedinici teških bombardera u Sibiru i Ukrajini i sudjelovao u sovjetskom ratu u Afganistanu. Studirao je na Gagarinovoj zrakoplovnoj akademiji (1971-74) i brzo napredovao. Dobio je zapovjedništvo nad zračnom bazom Sovjetskih strateških zračnih snaga u Tartuu, Estoniji, 1987. Naučio je estonski i pokazao veliko razumijevanje za estonski nacionalizam kad je zanemario zapovijed da zatvori estonsku televiziju i parlament. Velika soba u hotelu Barclay u Tartuu, koja je služila kao Dudajeljev ured sada se zove "Dudajevljeva suita" njemu u čast. Godine 1990. njegov je vojni odred povučen iz Estonije,a on se povukao iz sovjetske vojske i u svibnju 1990. vratio u Grozni, gdje se posvetio lokalnoj politici.

## Predsjednik čečenske republike Ičkerije
Godine 1990. dospio je na čelo izvršnog povjerenstva neslužbene oporbe, Općenarodnog kongresa čečenskog naroda, koji se zalagao za suverenitet Čečenije kao zasebne republike u sklopu Sovjetskog Saveza. 
Kad je komunistička vlada Dokua Zavgajeva u Čečeno-Inguškoj Autonomnoj Sovjetskoj Republici javno podržala sovjetski pokušaj udara u Moskvi, u kolovozu 1991, dani su mu bili odbrojani. Nakon neuspješnog udara protiv sovjetskog predsjednika Mihaila Gorbačova, Sovjetski Savez počeo se raspadati. Dudajev i njegovi sljedbenici iskoristili su priliku i 6. rujna 1991. upali u Vrhovni sovjet Čečeno-Inguške ASSR. Zevgajev je pobjegao u Rusiju, a nekoliko visokih dužnosnika je pobijeno ili je ranjeno.
Referendumom iz listopada 1991. Dudajevljev položaj predsjednika je potvrđen, te je jednostrano proglasio suverenitet republike Ičkerije i njezino otcjepljenje od Rusije. U studenom 1991. ruski predsjednik Boris Jeljcin šalje vojsku koja se ubrzo povlači. "Čečenska Republika Ičkerija" postaje de facto neovisna država.

## Neovisnost
U početku je Dudajevljeva vlada održavala diplomatske veze s Gruzijom čiji ga je predsjednik Zvijad Gamsahurdia podržavao. Kad je Gamsahurdia zbačen krajem 1991, našao je utočište u Ičkeriji. Bivša Čečeno-Inguška Autonomna Sovjetska Republika razdvojila se u lipnju 1992. Ingušetija se nakon proglašenja čečenske neovisnosti opredijelila za ostanak u Ruskoj Federaciji. Ičkerija je proglasila punu neovisnost 1993., u školama se počeo poučavati isključivo čečenski jezik, a latinica je postala službeno pismo. Država je također tiskala vlastiti novac i marke. Ekonomska se situacija, međutim, pogoršala, a kriminal procvao, a s njim i nezadovoljstvo. Zaredali su bezuspješni nasilni pokušaji svrgavanja Dudajeva.

## Rat s Rusijom
Dana 1. prosinca 1994. Rusi su počeli s bombardiranjem zračne luke u Groznom i razaranjem čečenskih zračnih snaga. Ičkerija je odgovorila objavom rata Rusiji te je mobilizirala svoje oružane snage. Dana 11. prosinca, pet dana nakon dogovora između Dudajeva i ruskog ministra obrane Pavela Gračeva o izbjegavanju daljnje primjene sile, ruske postrojbe nahrupile su u Čečeniju iz tri smjera. Dudajevljev sin Avlur poginuo je tijekom prvog mjeseca rata.
Prije pada Groznog Dudajev je prešao na jug sa svojim snagama i nastavio voditi rat tijekom 1995. iz raketnog silosa, nedaleko od povijesne čečenske prijestolnice Vedeno. Čečeni su prešli na gerilsko ratovanje, ičkerijski muftija Ahmad Kadirov je oglasio džihad na Rusiju te su stali pritjecati borci iz susjednih muslimanskih zemalja, kao što su Dagestan i Ingušetija, te iz europskih zemalja kao što su baltičke države i Ukrajina.

## Atentat
Predsjednik Dudajev ubijen je 21. travnja 1996. pomoću dva laserski navođena projektila dok se služio satelitskim telefonom. Njegovu lokaciju odredio je ruski izviđački avion, presrevši njegov telefonski poziv. Dudajev je vjerojatno razgovarao s liberalnim zastupnikom Dume, Konstantinom Borovojem. 
Naslijedio ga je Zelimhan Jandarbijev, a nakon izbora Aslan Mashadov.

## Mjesta nazvana u čast Džohara Dudajeva
- Nakon njegove smrti, razne lokacije u Turskoj nazvane su po njemu, na primjer Cevher Dudayev Meydanı (Trg Džohara Dudajeva) u Ankari.

- Od 1996. u Rigi se nalazi Avenija Džohara Dudajeva (Džohara Dudajeva gatve).

- Godine 1996. u Ukrajini je ulica u Lavovu nazvana po njemu (вулиця Джохара Дудаєва), a kasnije i u Ivano-Frankivsku, Hmeljnickom i Kijevu.

- Trg Džohara Dudajeva (Dzocharo Dudajevo skveras) u Vilniusu.

- Od 17. ožujka, 2005. kružni tok u Varšavi nazvan je Rondo Dżochara Dudajewa.

- U Goraždu postoji Ulica Generala Džohara Dudajeva